# Federación Internacional del Automóvil
La Federación Internacional del Automóvil (en francés, Fédération Internationale de l'Automobile), también conocida como FIA, es una organización sin ánimo de lucro con sede en la plaza de la Concordia de París, Francia, que incluye 268 organizaciones automovilísticas de 143 países. Fundada en 1904, es mundialmente conocida por regular las competiciones de automovilismo más importantes del mundo, pero su ámbito de aplicación incluye todos los aspectos del automóvil, las carreteras, la movilidad, el medio ambiente o seguridad vial.

## Historia
La Association Internationale des Automobile Clubs Reconnus (AIACR) fue fundada en París el 20 de junio de 1904.
En 1922, la FIA delegó la organización de carreras de automóviles a la Commission Sportive International (CSI), un comité autónomo que más tarde se convirtió en la Fédération Internationale du Sport Automobile (FISA). Esta, organizó el Campeonato Europeo de Pilotos en 1931, 1932 y entre 1935 y 1939, agrupando algunos de los Grandes Épreuves (Grandes Eventos, es decir, los Grandes Premios considerados más importantes por la AIACR).
En 1950, organizaron el primer Campeonato Mundial de Pilotos, actualmente conocido como la Fórmula 1.
En 1973, la FIA extendió su alcance para incluir carreras de rally; el Rally de Montecarlo fue el primer evento de ese tipo organizado por la FIA.
Una reestructuración de la FIA en 1993 dio lugar a la desaparición de la FISA, poniendo las carreras bajo la administración directa de la FIA.
En 2011 la FIA fue reconocida por el Comité Olímpico Internacional por un período provisional de dos años e invitó a la misma que presentara una comisión de atletas para que esta fuese permanente. En 2017 creó su Salón de la Fama.
Dentro de la FIA, se encuentran los siguientes estamentos:
- FIA Institute. Para la seguridad y la sustentabilidad del automovilismo.[5]
- FIA Foundation. Creada para la seguridad y el automovilismo en la sociedad.[6]
- ICA International Court of Appeal. Es la Corte Internacional de Apelaciones, el tribunal último para las apelaciones y disputas en el ámbito deportivo del motor internacional.[7]

## Presidentes
Los primeros dirigentes, Van Nyevelt, Adrien de Vogué y Rohan-Chabot fueron los presidentes de la AIACR, antecesora de la FIA. Este último, Rohan-Chabot enlazó su cargo de presidente en este organismo hasta la creación de la FIA en 1946 donde continuó en el cargo hasta 1958.
| #  | Presidente                       | Años        |
| -- | -------------------------------- | ----------- |
| 1  | Étienne van Zuylen van Nyevelt   | 1904-1931   |
| 2  | Robert Ursin Adrien de Vogüé     | 1931-1936   |
| 3  | Jehan de Rohan-Chabot            | 1936-1958   |
| 4  | Hadelin de Liedekerke Beaufort   | 1958-1963   |
| 5  | Filippo Caracciolo di Castagneto | 1963-1965   |
| 6  | Wilfrid Andrews                  | 1965-1971   |
| 7  | Amaury de Merode                 | 1971-1975   |
| 8  | Paul Metternich                  | 1975-1985   |
| 9  | Jean-Marie Balestre              | 1985-1993   |
| 10 | Max Mosley                       | 1993-2009   |
| 11 | Jean Todt                        | 2009-2021   |
| 12 | Mohammed ben Sulayem             | 2021-Actual |

## Eventos

### Actuales
La FIA actualmente regula los siguientes eventos:

#### Campeonatos y Copas mundiales
En negrita aparecen los Campeonatos Mundiales, lo cual significa que tiene equipos oficiales de fábrica. En cursiva aparecen los copilotos.
| Competición                         | Temporada Inicial | Actual | Campeón vigente | Constructor campeón                                             | Equipo campeón                      |
| ----------------------------------- | ----------------- | ------ | --- | --------------------------------------------------------------- | ----------------------------------- |
| Campeonato Mundial de Fórmula 1     | 1950              | 2024   | Max Verstappen (2024) | McLaren (2024)                                                  | N/A                                 |
| Campeonato Mundial de Fórmula E     | 2014-15           | 2024   | Pascal Wehrlein (2023-24) | N/A                                                             | Jaguar TCS Racing (2023-24)         |
| Campeonato Mundial de Rally         | 1973              | 2024   | Thierry Neuville (2024) Martijn Wydaeghe (2024) | N/A                                                             | Toyota Gazoo Racing WRT (2024)      |
| Campeonato Mundial de Resistencia   | 2012              | 2024   | Kévin Estre (2024) Hypercar André Lotterer (2024) Hypercar Laurens Vanthoor (2024) Hypercar Klaus Bachler (2024) LMGT3 Alex Malykhin (2024) LMGT3 Joel Sturm (2024) LMGT3 | Hertz Team Jota (2024) Hypercar Manthey PureRxcing (2024) LMGT3 | Toyota Gazoo Racing (2024) Hypercar |
| Campeonato Mundial de Karting       | 1964              | 2023   | Kirill Kutskov (2023) | N/A                                                             | N/A                                 |
| Campeonato Mundial de Rallycross    | 2014              | 2024   | Johan Kristoffersson (2024) | N/A                                                             | KMS - HORSE Powertrain (2024)       |
| Campeonato Mundial de Rally Raid    | 2022              | 2024   | Nasser Al-Attiyah (2024) Édouard Boulanger (2024) | N/A                                                             | Toyota Gazoo Racing (2024)          |
| TCR World Tour                      | 2023              | 2024   | Norbert Michelisz (2024) | N/A                                                             | BRC Hyundai N Squadra Corse (2024)  |
| Copa Mundial de Bajas Cross-Country | 2019              | 2024   | João Ferreira (2024) Filipe Palmeiro (2024) | N/A                                                             | South Racing Can-Am (2024)          |
| Copa Mundial de Turismos Eléctricos | 2021              | 2022   | Adrien Tambay (2022) | N/A                                                             | Cupra EKS RX (2022)                 |

#### Otros torneos internacionales
En cursiva se muestran los copilotos.
| Competición                                              | Actual | Campeón vigente | Equipo campeón |
| -------------------------------------------------------- | ------ | --- | --- |
| Campeonato de Fórmula 2 de la FIA                        | 2024   | Gabriel Bortoleto (2024) | Invicta Racing (2024) |
| Campeonato de Fórmula 3 de la FIA                        | 2025   | Rafael Câmara (2025) | [[]] (2025) |
| Campeonato de Fórmula 1 Histórica de la FIA              | 2022   | Michael Lyons (2020) Clase Fittipaldi Mike Cantillon (2020) Clase Head Mark Hazell (2020) Clase Lauda Matthew Wrigleyt (2020) Clase Stewart | N/A |
| Trofeo Lurani de Fórmula Junior de la FIA                | 2022   | Bruno Weibel (2019) | N/A |
| Copa Intercontinental de Drifting de la FIA              | 2022   | James Deane (2021) | N/A |
| Copa E-Rally de regularidad                              | 2022   | Eneko Conde Pujana (2021) Lorenzo Serrano Gallegos (2021) | KIA (2022) |
| Copa de Rally Histórico de Regularidad de la FIA         | 2021   | Michel Decremer (2020) Patrick Lienne (2020) | N/A |
| Desafío Internacional de Escalada de Montaña de la FIA   | 2021   | Peter Ambruz (2019) | N/A |
| Campeonato de Histórico de Escalada de Montaña de la FIA | 2021   | Lucio Peruggini (2019) | N/A |
| Campeonato de Sportscar Históricos de la FIA             | 2021   | Steve Brooks (2020) | N/A |
| Campeonato de Motorsport Games de la FIA                 | 2021   | Hiroshi Hamaguchi (2019) Copa GT Ukyo Sasahara (2019) Copa GT Klim Gavrilov (2019) Copa de turismos Andrea Rosso (2019) Fórmula 4 Dmitriy Illyuk (2019) Copa de drifting Nina Pothof (2019) Karting slalom Bastiaan Alexan (2019) Karting slalom Cody Nikola (2019) Copa digital | Team Japón (2019) Copa GT Team Rusia (2019) Copa de Turismos Team Italia (2019) Fórmula 4 Team Ucrania (2019) Copa de drifting Team Países Bajos (2019) Karting Slalom Team Australia (2019) Copa digital |

#### Campeonatos regionales
- FIA GT3 European Championship-  Campeonato Europeo de GT3
- FIA European Touring Car Cup-  Campeonato Europeo de Turismos
- FIA European Truck Racing Championship-  Campeonato de Europa de Camiones
- FIA European Drag Racing Championship-  Campeonato Europeo de Drag de la FIA
- FIA European Autocross Championship-  Campeonato de Europa de Autocross
- FIA European Rallycross Championship-  Campeonato de Europa de Rallycross
- FIA European Hill Climb Championship-  Campeonato de Europa de Montaña
- European Hill Climb Championship-  Campeonato de Europa de Montaña
- FIA European Historic Rally Championship-  Campeonato de Europa de Rally Históricos
- FIA European Rally Cups-  Copa de Europa de Rally
- FIA European Rally Championship-  Campeonato de Europa de Rally
- FIA Middle East Rally Championship-  Campeonato de Oriente Medio de Rally
- FIA Adrican Rally Championship- Campeonato de África de Rally
- FIA Asia Pacific Rally Championship- Campeonato Asia-Pacífico de Rally
- Campeonato de Rally NACAM FIA -  Rally NACAM
- Campeonato Sudamericano de Rally CODASUR FIA -  Campeonato Sudamericano de Rally

#### Premiaciones
- FIA Americas Awards

### Anteriores
En negrita se muestran los campeonatos mundiales.
| Competición                                 | Período         | Últimos campeones de pilotos      | Últimos campeones de equipos    | Notas |
| ------------------------------------------- | --------------- | --------------------------------- | ------------------------------- | --- |
| Campeonato Mundial de Fabricantes           | 1925-1927       | N/A                               | Delage                          | Organizado por la AIACR (The Association Internationale des Automobile Clubs Reconnus). Cancelado oficialmente en 1930, los campeonatos entre 1928 y aquel año no coronaron un campeón.                                               |
| Campeonato Mundial de Sport Prototipos      | 1953-1992       | Yannick Dalmas Derek Warwick      | Peugeot Talbot Sport            | Continuado entre 2010 y 2011 por la Copa Intercontinental Le Mans y desde 2012 por el Campeonato Mundial de Resistencia de la FIA. |
| Campeonato Mundial de Turismos              | 1987, 2005-2017 | Thed Björk                        | Volvo                           | Continuado entre 1993 y 1995 por la Copa Mundial de Turismos, reiniciada en 2005 y continuada desde 2018 por la misma. |
| Copa Mundial de Turismos                    | 2018-2022       | Mikel Azcona                      | BRC Hyundai N Squadra Corse     | Continuado en 2023 por TCR World Tour |
| Campeonato FIA GT                           | 1997-2009       | Michael Bartels Andrea Bertolini  | Vitaphone Racing Team           | Organizado por la Stéphane Ratel Organisation bajo regulación de la FIA. Continuado en 2010 por el Campeonato Mundial de GT1. |
| Campeonato Mundial de GT1                   | 2010-2012       | Marc Basseng Marcus Winkelhock    | All-Inkl.com Münnich Motorsport | Organizado por la Stéphane Ratel Organisation bajo regulación de la FIA. Continuado en 2013 por el FIA GT Series. |
| FIA GT Series                               | 2013            | Stéphane Ortelli Laurens Vanthoor | Belgian Audi Club Team WRT      | Organizado por la Stéphane Ratel Organisation bajo regulación de la FIA. Continuado en 2013 por la Blancpain GT Series. |
| Campeonato Europeo de Fórmula 2             | 1967-1984       | Mike Thackwell                    | N/A                             | Fue la categoría formadora previa a la Fórmula 1 hasta que fue descontinuada en 1984. En ese sentido fue sucedida por la Fórmula 3000 Internacional. Brevemente revivido entre 2009 y 2012 como el Campeonato de Fórmula 2 de la FIA. |
| Fórmula 3000 Internacional                  | 1985-2004       | Vitantonio Liuzzi                 | Arden International             | Históricamente fue la categoría previa a la Fórmula 1 después del descenso de la Fórmula 2. Continuado en 2005 por la GP2 Series. |
| GP2 Series                                  | 2005-2016       | Pierre Gasly                      | Prema Powerteam                 | Categoría formadora de la Fórmula 1 hasta su disolución en 2016, continuado por el Campeonato de Fórmula 2 de la FIA. |
| Campeonato de Fórmula 2 de la FIA           | 2009-2012       | Luciano Bacheta                   | N/A                             | Campeonato sucesor del Campeonato Europeo de Fórmula 2. |
| Trofeo Internacional de Fórmula 3 de la FIA | 2011            | Roberto Merhi                     | N/A                             | Reemplazado en 2012 por el Campeonato Europeo de Fórmula 3 de la FIA. |
| Campeonato Europeo de Fórmula 3 de la FIA   | 2012-2018       | Mick Schumacher                   | Prema Theodore Racing           | Fusionado en 2019 con la GP3 Series para formar el Campeonato de Fórmula 3 de la FIA. |
| GP3 Series                                  | 2010-2018       | Anthoine Hubert                   | ART Grand Prix                  | Fusionado en 2019 con el Campeonato Europeo de Fórmula 3 de la FIA para formar el Campeonato de Fórmula 3 de la FIA. |
| Campeonato de Fórmula 3 Europea de la FIA   | 1985-2004       | Ivan Capelli                      | Enzo Coloni Racing              | Reemplazado por la Copa Europea de Fórmula 3 de la FIA. |
| Copa Europea de Fórmula 3 de la FIA         | 1985-2004       | Adam Carroll                      | P1 Motorsport                   | |
| Copa Europea de Turismos                    | 2005-2017       | Petr Fulín                        | N/A                             | |
| Copa Mundial de Rally Cross-Country         | 1993-2021       | Nasser Al-Attiyah Mathieu Baumel  | Toyota                          | Reemplazado por el Campeonato Mundial de Rally Raid a partir de 2022. |

## FIA Prize Giving Ceremony
Este es un evento anual organizado por la FIA en el cual se corona a los distintos campeones del año. A partir de 2014, la ceremonia sufrió un cambio de formato, el cual incluye una serie de premios ajenos a los títulos mundiales.

### Personalidad del Año
Este premio es votado por distintos allegados a la FIA y sus competiciones mundiales y se le entrega a quien haya dado un gran impacto al deporte durante el año. Pueden ser pilotos, mecánicos, directores técnicos, mánager o cualquier otro individuo relacionado con las competiciones del automovilismo.
| Año  | Premiado       | Competición                    |
| ---- | -------------- | ------------------------------ |
| 2013 | Robert Kubica  | Campeonato Mundial de Rally    |
| 2014 | Lewis Hamilton | Fórmula 1                      |
| 2015 | Max Verstappen | Fórmula 1                      |
| 2016 | Max Verstappen | Fórmula 1                      |
| 2017 | Max Verstappen | Fórmula 1                      |
| 2018 | Lewis Hamilton | Fórmula 1                      |
| 2019 | Niki Lauda     | Fórmula 1 (director ejecutivo) |
| 2020 | Lewis Hamilton | Fórmula 1                      |
| 2021 | Lewis Hamilton | Fórmula 1                      |

### Acción del Año
Este trofeo es entregado a quien haya desarrollado la maniobra más destacable del Año. La FIA, a través de su sitio web, publica una maniobra por campeonato mundial y los internautas son quienes votan a su preferida.
| Año  | Premiado        | Competición                 | Maniobra                                                                              |
| ---- | --------------- | --------------------------- | ------------------------------------------------------------------------------------- |
| 2014 | Max Verstappen  | Fórmula 3 Europea           | Adelantamiento sobre Antonio Giovinazzi en Imola.                                     |
| 2015 | Max Verstappen  | Fórmula 1                   | Adelantamiento sobre Felipe Nasr en el Gran Premio de Bélgica.                        |
| 2016 | Max Verstappen  | Fórmula 1                   | Adelantamiento sobre Nico Rosberg en el Gran Premio de Brasil.                        |
| 2017 | Esapekka Lappi  | Campeonato Mundial de Rally | Salto en el Rally de Portugal.                                                        |
| 2018 | Teemu Suninen   | Campeonato Mundial de Rally | Salvada en el Rally de Finlandia                                                      |
| 2019 | Max Verstappen  | Fórmula 1                   | Adelantamiento sobre Charles Leclerc en el Gran Premio de Gran Bretaña.               |
| 2020 | Kimi Räikkönen  | Fórmula 1                   | Primera vuelta en el Gran Premio de Portugal                                          |
| 2021 | Fernando Alonso | Fórmula 1                   | Defensa sobre Lewis Hamilton en el Gran Premio de Hungría                             |
| 2022 | Lewis Hamilton  | Fórmula 1                   | Adelantamiento sobre Charles Leclerc y Sergio Pérez en el Gran Premio de Gran Bretaña |
| 2023 | Fernando Alonso | Fórmula 1                   | Defensa sobre Sergio Pérez en el Gran Premio de Brasil                                |
| 2024 | Sergio Pérez    | Fórmula 1                   | Adelantamiento sobre Fernando Alonso y Carlos Sainz Jr. en el Gran Premio de China    |

### Novato del Año
Este trofeo es entregado al piloto que haya atravesado su primer año en competiciones FIA seleccionadas más destacables. Las competiciones elegibles son todos los campeonatos mundiales de la FIA (a excepción de la Blancpain GT Series) y algunas competiciones europeas organizadas por ellos seleccionadas.
| Año  | Premiado          | Competición                        |
| ---- | ----------------- | ---------------------------------- |
| 2014 | Daniil Kvyat      | Fórmula 1                          |
| 2015 | Max Verstappen    | Fórmula 1                          |
| 2016 | Kevin Hansen      | Campeonato de Europa de Rallycross |
| 2017 | Charles Leclerc   | Fórmula 2                          |
| 2018 | Charles Leclerc   | Fórmula 1                          |
| 2019 | Alexander Albon   | Fórmula 1                          |
| 2020 | Yuki Tsunoda      | Fórmula 2                          |
| 2021 | Oscar Piastri     | Fórmula 2                          |
| 2022 | Zane Maloney      | Fórmula 3                          |
| 2023 | Oscar Piastri     | Fórmula 1                          |
| 2024 | Gabriel Bortoleto | Fórmula 2                          |

### FIA President Innovation Medal
Premio creado para recompensar a las personas que aportan ideas que ayuden no solo al deporte sino también en el contexto mundial.
| Año  | Premiado                                             |
| ---- | ---------------------------------------------------- |
| 2022 | Gordon Murray (diseñador de automóviles)             |
| 2023 | Christian von Koenigsegg (fabricante de automóviles) |

## Pilotos con más campeonatos y copas mundiales de la FIA
(*) Aparecen los pilotos con 3 o más campeonatos mundiales. En negrita aparecen los pilotos activos. Se encuentran contabilizados todos los campeonatos mundiales de la FIA (menos KWC), sumado a las copas mundiales de mayor relevancia sancionada por la FIA. Esto se realiza debido a que estos campeonatos, si bien no son campeonatos mundiales sino copas mundiales, adquirieron un renombre de peso entre los diversos torneos que organiza este ente regulador.
- Copa Mundial de Turismos (2018 - 2022)
- Copa Mundial de Rally Cross-Country de la FIA (1993 - 2021)
- Copa Mundial de Bajas Cross-Country de la FIA (2019 - presente)
- Campeonato FIA GT (1997 - 2009)
- FIA GT Series (2013)
- Campeonato de Fórmula E (2014 - 2020), este campeonato fue declarado campeonato mundial desde 2020.

El Campeonato Mundial de Karting, si bien tiene esa categoría, habitualmente no se incluye entre los títulos de mayor renombre, principalmente debido a que no es un campeonato disputado mayoritariamente por pilotos profesionales.
Los campeonatos en negrita son campeonatos mundiales.
| Pos | Piloto               | Títulos | Años (campeonato)                                                         |
| --- | -------------------- | ------- | ------------------------------------------------------------------------- |
| 1   | Sébastien Loeb       | 9       | 2004, 2005, 2006, 2007, 2008, 2009, 2010, 2011, 2012 (WRC)                |
| 1   | Nasser Al-Attiyah    | 9       | 2008, 2015, 2016, 2017, 2021 (WRCC), 2022, 2023, 2024 (W2RC), 2023 (WRBC) |
| 3   | Sébastien Ogier      | 8       | 2013, 2014, 2015, 2016, 2017, 2018, 2020, 2021 (WRC)                      |
| 4   | Jean-Louis Schlesser | 7       | 1989, 1990 (WSC), 1998, 1999, 2000, 2001, 2002 (WRCC)                     |
| 4   | Michael Schumacher   | 7       | 1994, 1995, 2000, 2001, 2002, 2003, 2004 (Fórmula 1)                      |
| 4   | Lewis Hamilton       | 7       | 2008, 2014, 2015, 2017, 2018, 2019, 2020 (Fórmula 1)                      |
| 4   | Johan Kristoffersson | 7       | 2017, 2018, 2020, 2021, 2022, 2023, 2024 (WRX)                            |
| 8   | Juan Manuel Fangio   | 5       | 1951, 1954, 1955, 1956, 1957 (Fórmula 1)                                  |
| 8   | José María López     | 5       | 2014, 2015, 2016 (WTCC), 2019-20, 2021 (WEC)                              |
| 8   | Sébastien Buemi      | 5       | 2014, 2018-19, 2022, 2023 (WEC), 2015-16 (FE)                             |
| 11  | Alain Prost          | 4       | 1985, 1986, 1989, 1993 (Fórmula 1)                                        |
| 11  | Sebastian Vettel     | 4       | 2010, 2011, 2012, 2013 (Fórmula 1)                                        |
| 11  | Max Verstappen       | 4       | 2021, 2022, 2023, 2024 (Fórmula 1)                                        |
| 11  | Juha Kankkunen       | 4       | 1986, 1987, 1991, 1993 (WRC)                                              |
| 11  | Tommi Mäkinen        | 4       | 1996, 1997, 1998, 1999 (WRC)                                              |
| 11  | Pierre Lartigue      | 4       | 1993, 1994, 1995, 1996 (WRCC)                                             |
| 11  | Andrea Bertolini     | 4       | 2006, 2008, 2009, 2010 (GT)                                               |
| 11  | Michael Bartels      | 4       | 2006, 2008, 2009, 2010 (GT)                                               |
| 11  | Yvan Muller          | 4       | 2008, 2010, 2011, 2013 (WTCC)                                             |
| 11  | Brendon Hartley      | 4       | 2015, 2017, 2022, 2023 (WEC)                                              |
| 21  | Jack Brabham         | 3       | 1959, 1960, 1966 (Fórmula 1)                                              |
| 21  | Jackie Stewart       | 3       | 1969, 1971, 1973 (Fórmula 1)                                              |
| 21  | Niki Lauda           | 3       | 1975, 1977, 1984 (Fórmula 1)                                              |
| 21  | Nelson Piquet        | 3       | 1981, 1983, 1987 (Fórmula 1)                                              |
| 21  | Ayrton Senna         | 3       | 1988, 1990, 1991 (Fórmula 1)                                              |
| 21  | Fernando Alonso      | 3       | 2005, 2006 (Fórmula 1), 2018-19 (WEC)                                     |
| 21  | Carlos Sainz         | 3       | 1990, 1992 (WRC), 2007 (WRCC)                                             |
| 21  | Petter Solberg       | 3       | 2003 (WRC), 2014, 2015 (WRX)                                              |
| 21  | Andy Priaulx         | 3       | 2005, 2006, 2007 (WTCC)                                                   |
| 21  | Norbert Michelisz    | 3       | 2019 (WTCC/WTCR), 2023, 2024 (TCR)                                        |

## Campeonatos y copas mundiales de la FIA por país
(*) Los criterios de contabilización fueron los mismos que los utilizados para contabilizar los campeonatos de pilotos.
En negrita se ponen los títulos récord de cada mundial.
Actualizado a 24 de noviembre de 2024.
| Pos | País                   | Cantidad | Títulos                                                                  |
| --- | ---------------------- | -------- | ------------------------------------------------------------------------ |
| 1   | Francia                | 50       | 4 F1, 2 FE, 17 WRC, 6 WTCC/WTCR, 6 WEC LMP1, 1 WEC GT, 11 WRCC, 3 FIA GT |
| 2   | Alemania               | 39       | 12 F1, 1 FE, 2 WRC, 1 WTCC/WTCR, 7 WEC LMP1, 1 WEC GT, 5 WRCC, 10 FIA GT |
| 3   | Reino Unido            | 37       | 18 F1, 1 FE, 2 WRC, 4 WTCC/WTCR, 7 WEC LMP1, 3 WEC GT, 2 FIA GT          |
| 4   | Italia                 | 23       | 3 F1, 3 WRC, 3 WTCC/WTCR, 2 WEC LMP1, 3 WEC GT, 9 FIA GT                 |
| 5   | Finlandia              | 21       | 4 F1, 16 WRC, 1 WRCC                                                     |
| 6   | Suecia                 | 12       | 2 WRC, 1 WTCC/WTCR, 9 WRX                                                |
| 7   | Brasil                 | 11       | 8 F1, 2 FE, 1 FIA GT                                                     |
| 7   | Argentina              | 11       | 5 F1, 3 WTCC/WTCR, 1 WRBC, 2 WEC LMP1                                    |
| 9   | Catar                  | 9        | 5 WRCC, 3 W2RC, 1 WRBC                                                   |
| 10  | Nueva Zelanda          | 8        | 1 F1, 2 WTCC/WTCR, 5 WEC LMP1                                            |
| 11  | España                 | 7        | 2 F1, 2 WRC, 1 WEC LMP1, 1 WRCC, 1 WTCC/WTCR                             |
| 11  | Suiza                  | 7        | 1 FE, 5 WEC LMP1, 1 FIA GT                                               |
| 13  | Austria                | 6        | 4 F1, 1 WEC GT, 1 FIA GT                                                 |
| 13  | Bélgica                | 6        | 1 WRC, 3 WEC LMP1, 1 FIA GT, 1 FE                                        |
| 15  | Australia              | 5        | 4 F1, 1 WEC LMP1                                                         |
| 15  | Rusia                  | 5        | 4 WRCC, 1 WRBC                                                           |
| 15  | Países Bajos           | 5        | 4 F1, 1 FE                                                               |
| 18  | Dinamarca              | 4        | 1 WEC LMP1, 3 WEC GT                                                     |
| 18  | Japón                  | 4        | 4 WEC LMP1                                                               |
| 20  | Noruega                | 3        | 1 WRC, 2 WRX                                                             |
| 20  | Estados Unidos         | 3        | 2 F1, 1 WEC LMP1                                                         |
| 20  | Hungría                | 3        | 1 WTCC/WTCR, 2 TCR                                                       |
| 20  | Portugal               | 3        | 1 FE, 1 WRCC, 1 WRBC                                                     |
| 24  | Emiratos Árabes Unidos | 2        | 2 WRCC                                                                   |
| 24  | Mónaco                 | 2        | 2 FIA GT                                                                 |
| 24  | Polonia                | 2        | 2 WRCC                                                                   |
| 24  | Arabia Saudita         | 2        | 2 WRBC                                                                   |
| 28  | Canadá                 | 1        | 1 F1                                                                     |
| 28  | Sudáfrica              | 1        | 1 F1                                                                     |
| 28  | Estonia                | 1        | 1 WRC                                                                    |
| 28  | San Cristóbal y Nieves | 1        | 1 WEC GT                                                                 |